# Вайс, Бернхард (юрист)
Бернхард Вайс (нем. Bernhard Weiß, 30 июля 1880, Берлин — 29 июля 1951, Лондон) — немецкий юрист еврейского происхождения, вице-президент полиции Берлина в период Веймарской республики.

## Биография
Родился в 1880 году в Берлине в семье торговца зерном Макса Вайса и его жены Эммы. Родители принадлежали к либеральным еврейским кругам. Отец был председателем еврейской общины в Берлине.
Бернхард Вайс получил юридическое образование в университетах Берлина, Мюнхена, Фрайбурга и Вюрцбурга. Защитил докторскую диссертацию. В 1904—1905 годах служил в армии.
В Первую мировую войну был призван на фронт, дослужился до ротмистра и был награждён Железным крестом первой и второй степени.
Летом 1918 года получил назначение на должность заместителя начальника уголовной полиции Берлина. В 1925 году назначен начальником уголовной полиции Берлина. Модернизировал её деятельность, уделив особое внимание внедрению технических новшеств. Самым известным нововведением Вайса стала оснащенная по последнему слову техники мобильная криминальная лаборатория. Неофициально её называли «фургоном Вайса». Стараниями Вайса к концу 20-х годов берлинская уголовная полиция считалась не менее эффективной службой, чем Лондонский Скотланд-Ярд. В 1927 году Вайс стал вице-президентом берлинской полиции.
Вайс входил в руководство леволиберальной Немецкой демократической партии (НДП). Он не забывал также и о своих корнях: состоял в совете попечителей Берлинской раввинской семинарии и в центральном комитете Объединения германских граждан иудейского вероисповедания.
После беспорядков на одном из собраний НСДАП 5 мая 1927 года по инициативе Вайса берлинская полиция временно закрыла местное отделение партии. С тех пор Вайс стал постоянным объектом травли в издаваемой Геббельсом газете «Der Angriff» («Атака»). Для этого Геббельс придумал ему имя — Исидор: «Исидор — это типаж, дух, лицо, правильнее сказать, физиономия», «Исидор — это изуродованный трусостью и лицемерием поним так называемой демократии» (от идиш ponim‎ — «лицо»). Для национал-социалистов Вайс стал олицетворением ненавистной им Веймарской «системы».
24 июня 1932 года Геббельс записал в свой дневник:

С ним нужно расправиться. Для каждого берлинского национал-социалиста он является представителем системы. Если ему придет конец, то и систему уже нельзя будет долго удержать.
Защищаясь от волны оскорблений, Вайс как законопослушный чиновник делал ставку на правосудие. В ходе 40 судебных разбирательств он добился 34 обвинительных приговора.
Почти сразу после прихода нацистов к власти в 1933 году Бернхард Вайс был вынужден бежать из Германии в Прагу, а оттуда — в Лондон. В Англии он вел тихую эмигрантскую жизнь, основав небольшую полиграфическую компанию. В 1951 году скончался в Лондоне от рака.
В 2007 году Союз еврейских военнослужащих Бундесвера учредил Медаль Бернхарда Вайса «За терпимость и понимание». Ею награждают «не выдающихся военачальников, а тех солдат, которые мужественно выступили против ксенофобии и антисемитизма».